# La Préalle

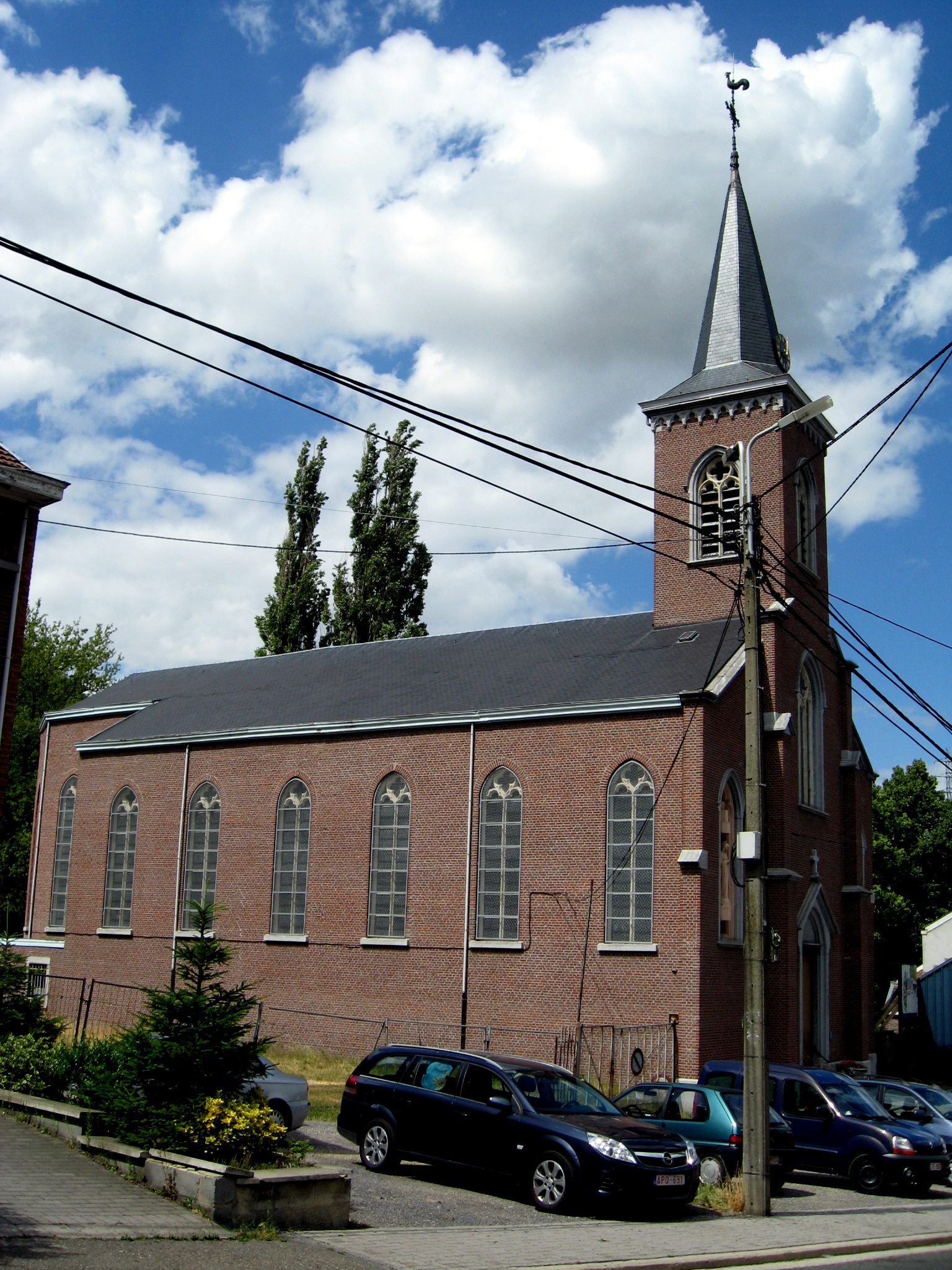
Kerk van de Onbevlekte Ontvangenis

La Préalle is een wijk van Herstal, in de provincie Luik, België.
Deze wijk is gelegen ten westen van Herstal, langs Spoorlijn 34. La Préalle heeft een station gekend, en ook was er een kasteel: Château Bernalmont. Ooit een adellijk kasteel werd het later bewoond door de familie Bernalmont, eigenaar van steenkoolmijnen.

## Bezienswaardigheden
- Kerk van de Onbevlekte Ontvangenis, van 1874.